# Acontius lesserti
Acontius lesserti là một loài nhện trong họ Cyrtaucheniidae. Loài này phân bố ờ Congo.